# Afromelanichneumon capensis
Afromelanichneumon capensis är en stekelart som beskrevs av Heinrich 1967. Afromelanichneumon capensis ingår i släktet Afromelanichneumon och familjen brokparasitsteklar. Inga underarter finns listade i Catalogue of Life.